# Contea di Indigo
La contea di Indigo è una local government area che si trova nello Stato di Victoria. Si estende su una superficie di 2.044 chilometri quadrati e ha una popolazione di 15.178 abitanti. La sede del consiglio si trova a Beechworth.